# 休息的拳击手
休息的拳击手，也被称为泰尔梅的拳击手 、坐着的拳击手、被击败的拳击手或奎里纳莱的拳击手，这是一座青铜雕塑，是希腊化时期的杰出作品，描绘了一位坐着休息的裸体拳击手，他仍然戴着他的牛皮手裹。它的完成时间在公元前330-公元前50年之间。1885年，它在罗马出土，现收藏于罗马国家博物馆，通常在马西莫浴场宫展出。
休息的拳击手是从古代希腊世界幸存下来的最精彩的青铜雕像之一。从这一时期幸存的青铜像很少见，因为它们很容易被人们熔化并重新制作成新的物品。这尊雕像来自希腊艺术的一个转变时期，在这个时期，人们正在远离理想化的对身体和青春的英雄主义描绘，转而开始探索细腻的情感和心理主题以及更庞大的现实主义。这些特征是希腊化艺术的典型特征，它们在这件雕塑中得到了淋漓尽致的体现，使其成为希腊化风格的标志。

## 发现过程
拳击手是1885年在奎里纳莱山上相继发现的两尊青铜雕像中的一件（另一件是身份不明的希腊王子像），这两尊雕像在一个月内相继被发现，可能都来自君士坦丁大浴场的遗址。有证据表明，这两尊雕塑在古希腊的时代都被仔细地埋起来了，发现雕塑时，在场的考古学家鲁道夫·兰恰尼写道： 
“在我考古学领域长期活跃职业生涯中，我见证过许多发现，经历过一次又一次的惊喜，有时我甚至会意外地遇到真正的杰作，但是从来没有一个像这尊拳击手雕像那样给我留下如此非凡的印象。他从地下慢慢地，慢慢地走出来，仿佛在他英勇的战斗之后，他便陷入沉睡，刚刚从长时间的沉睡中醒来。”

## 雕塑的描述

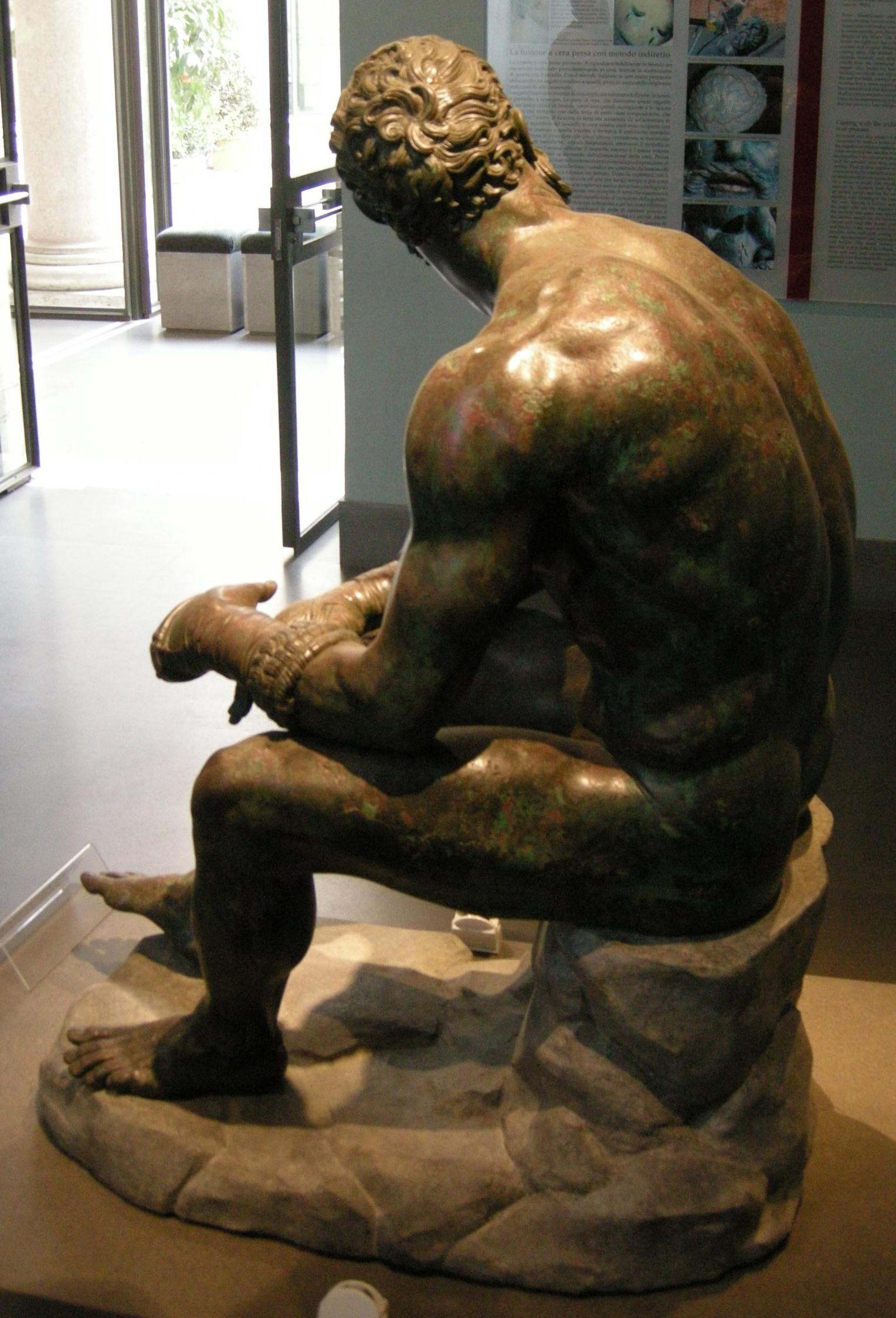
雕像的背面视角

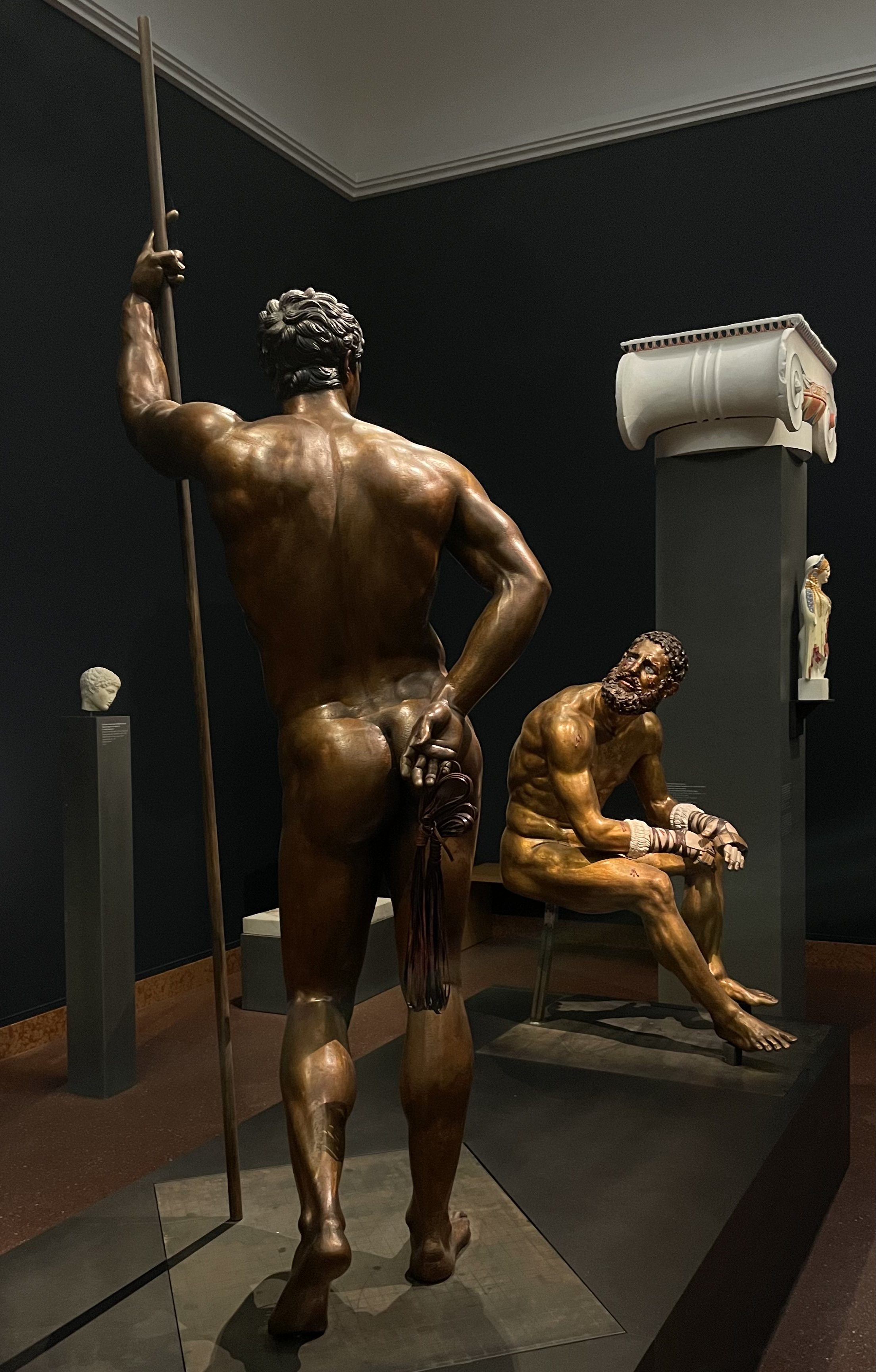
奎里纳莱青铜雕像的实验性色彩重建，由法兰克福的古代雕塑博物馆牵头完成。

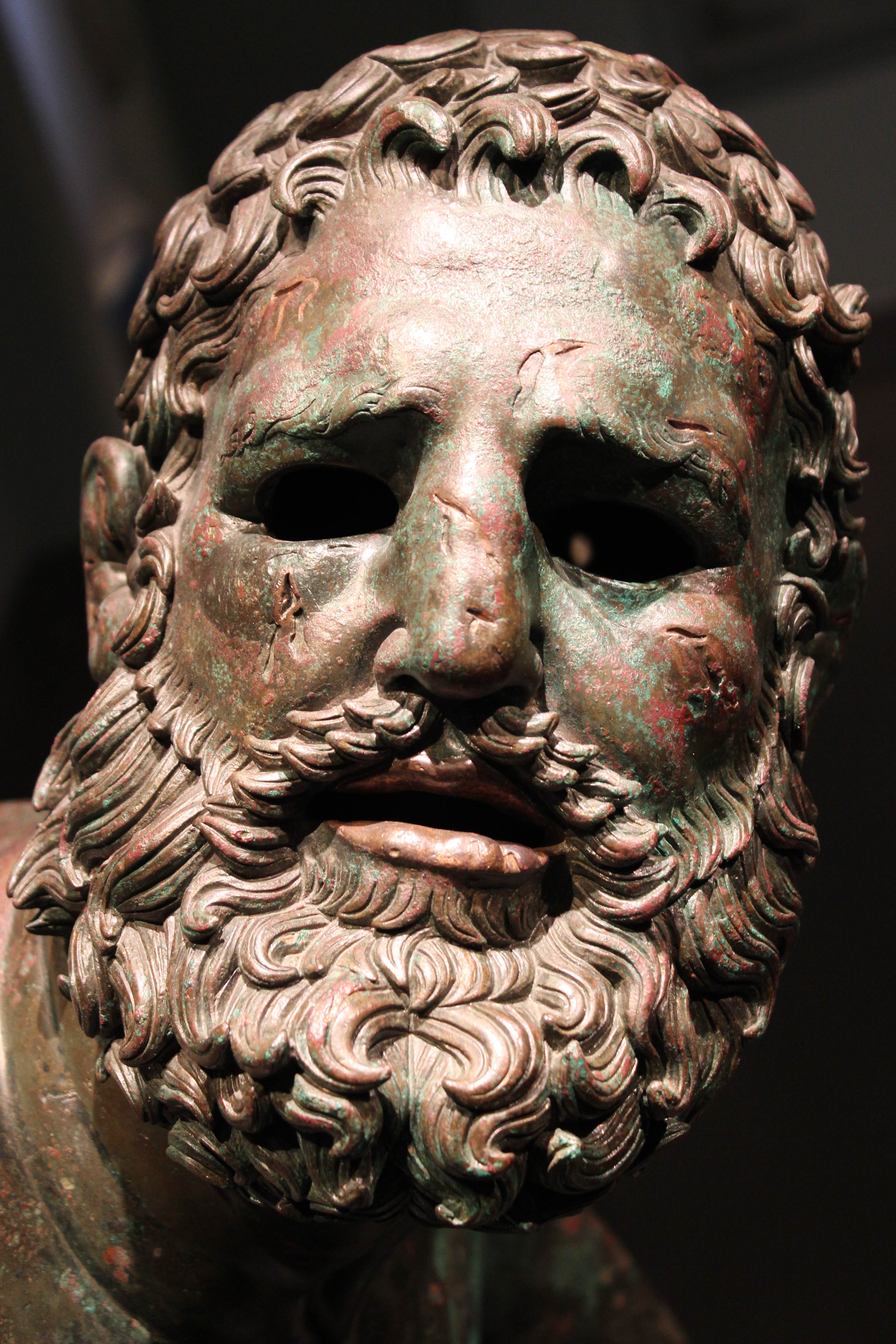
头部细节

这座雕像是体现希腊化时期运动精神的杰作，雕像有着呈倒三角形状的、肌肉发达的躯干和伤痕累累的脸。他的生殖器被刻意束缚了起来，他看起来刚经历了一场恶战，他的耳朵呈现拳击手特有的饺子耳，鼻梁也断了。除此之外，他的脚有典型的莫顿趾，嘴巴里的牙看起来也被打断了几颗。 拳击手留着大胡子，这应该是古希腊拳击手的典型特征。 英国考古学家RRR·史密斯认为该雕像并不是一个现实人物的写实肖像，而是流派现实主义的杰出作品，雕塑家去除了他的个性以描绘“拳击手”这个角色的通俗特征。由文森兹·布林克曼领导的法兰克福古代雕塑博物馆的雕像重建项目遵循奥托·罗斯巴赫 (1898) 和菲里斯·威廉姆斯(1945) 的观点，并将雕像确定为贝布吕斯基人的国王阿摩阔斯。 
1989年，这两件青铜像都由尼古拉斯·赫梅尔曼精心保存，以准备在波恩的学术美术馆展出。雕像由八个部分焊接在一起，这几个部分分别通过失蜡法铸造。在当时，雕像的修复工作已经完成，人们几乎看不见连接处的细节。雕像嘴唇和脸上的伤口和疤痕最初是用铜镶嵌的，右肩、前臂、肘部和大腿上的镶铜则代表着血滴和血迹。它的手指和脚趾在古代被人们反复摩擦而受到磨损，这表明这尊雕像被当时的人们很小心地埋葬以保持其本身的价值。大浴场曾经很受罗马人的欢迎，但当哥特人入侵罗马，并破坏了罗马的水道桥后，大浴场便被废弃了。直到公元6世纪和7世纪，这些大浴场中的大部分都未再被使用，当时在圣涅勒和圣亚基略大殿的旅店附近接受治疗的朝圣者便被埋葬在浴场所在地。
作为“美国意大利文化年”的一部分，该雕像于2013年6月至7月在纽约市大都会艺术博物馆展出，这是雕像首次在美国展出。 现在的大都会艺术博物馆还留有展示雕像原本色彩的复制品。
- 雕像正面
- 牛皮手套
- 饺子耳

## 艺术造诣
雕像展现出来的文学美和艺术美受到了大众的推崇。 1991年，汤姆·琼斯写了《休息中的拳击手》(The Pugilist at Rest)，这是一个短篇小说，其中包括从他从休息的拳击手中所看到的有关灵感的反思。在书中，他认为拳击手雕像的原型可能是著名的古希腊拳击手塞阿戈奈斯 。 2013年夏季在纽约展出期间， 《纽约》杂志于2013年7月15日刊登了整版专栏，介绍了雕像的特殊细节和艺术价值。 
该杂志文章的作者杰里·萨尔茨列举了雕像的六个显著特征，它们分别是：(i) 姿势，以其庞大的“基本”形式而与众不同，(ii) 面部，以大额头和柱状的颈部著称, (iii) 雕像上流淌的血迹, 因其在青铜雕像本身上镶嵌的铜而闻名, (iv) 被绑住的生殖器, 因古代文化和审美目的而而与众不同, (v) 手部, 以同时体现出力量感和温柔而著称，(vi) 远见卓识，这一点指的是雕塑家表现出的视觉力量，类似于和后来的艺术家戈雅所创造的巨人，以及与“委拉斯开兹和伦勃朗”的比较。
意大利诗人加布里埃尔·廷蒂撰写了关于雕塑的散文和一些诗歌，并在J. 保罗·盖蒂博物馆与演员罗伯特·戴维以及在罗马国家博物馆与演员佛朗哥·尼禄一起在雕像前进行了一系列朗诵。 2019年8月2日，美国演员凯文史派西在马西莫宫的罗马国家博物馆朗读了廷蒂受雕像启发创作的诗歌。

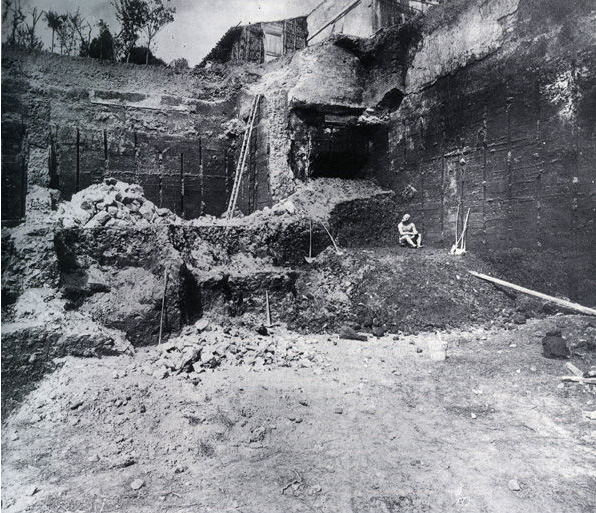
1885年，休息的拳击手刚被发掘出来时的现场照片